# Antonina Leśniewska
Antonina Leśniewska, född 1866, död 1937, var en polsk apotekare. 
Hon blev sitt lands första formellt utbildade kvinnliga apotekare 1884.